# Bitches Love Me
Bitches Love Me, oder in der Radioversion einfach Love Me, ist nach My Homies Still und No Worries die dritte Singleauskopplung aus dem Album I Am Not a Human Being II des US-amerikanischen Rappers Lil Wayne. Als Gastmusiker treten die ebenfalls US-amerikanischen Rapper Future und Drake in Erscheinung.
Das Lied ist ein wesentlich größerer Erfolg als die beiden Vorgänger und erreichte neben den Vereinigten Staaten und weiteren Ländern auch in Deutschland die Charts. Er stellt Lil Waynes achtzehnten Top-Ten-Hit dar.

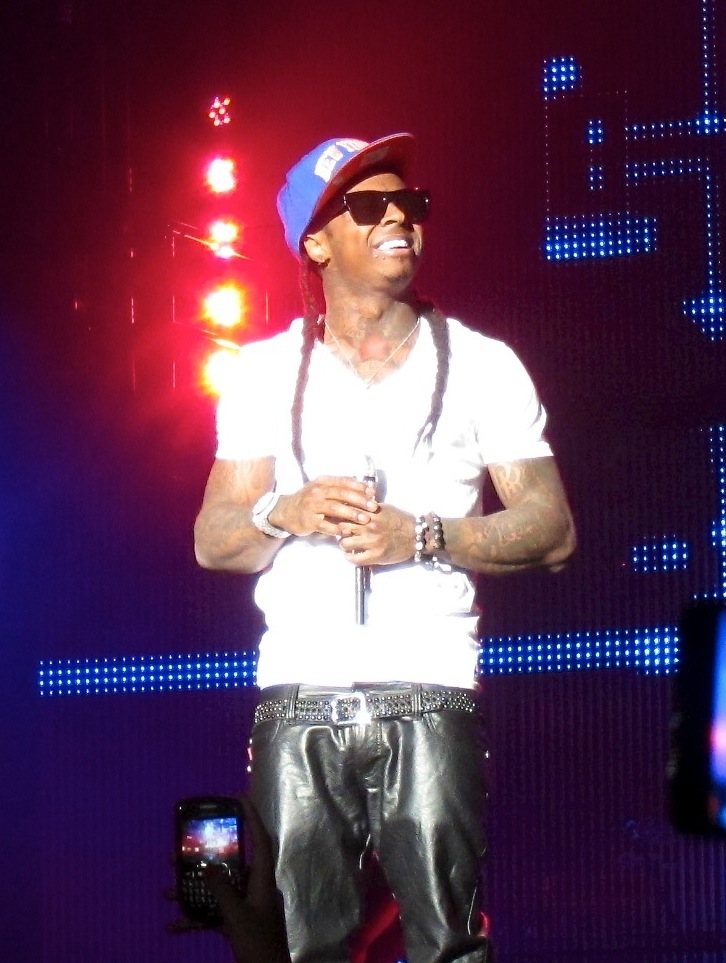
Lil Wayne ist der Interpret von Bitches Love Me.

## Hintergrund und Komposition
Bitches Love Me wurde von Dwayne Michael Carter, Jr., Aubrey Drake Graham, Nayvadius Wilburn Cash und Michael Williams geschrieben und von letztgenanntem unter seinem Künstlernamen Mike WiLL Made It produziert. Der Song ist dem Down South zuzuordnen und zeichnet sich durch starke Synthesizer aus.

## Musikvideo
Das Musikvideo zu Bitches Love Me wurde am 14. Februar 2013 veröffentlicht und zeigt eine große Halle, in der die Rapper zwischen in Käfigen gefangenen Frauen in Abwechslung mit Lil Wayne, der in einem mit Wasser durchnässtem Bett rappt.

## Kommerzieller Erfolg

### Chartplatzierungen
| ChartsChartplatzierungen       | Höchstplatzierung | Wochen |
| ------------------------------ | ----------------- | ------ |
| Deutschland (GfK)              | 93 (1 Wo.)        | 1      |
| Schweiz (IFPI)                 | 72 (1 Wo.)        | 1      |
| Vereinigte Staaten (Billboard) | 9 (22 Wo.)        | 22     |
| Vereinigtes Königreich (OCC)   | 44 (6 Wo.)        | 6      |

| ChartsJahrescharts (2013)      | Platzierung |
| ------------------------------ | ----------- |
| Vereinigte Staaten (Billboard) | 39          |

### Auszeichnungen für Musikverkäufe
| Land/Region                  | Auszeichnungen für Musikverkäufe (Land/Region, Auszeichnung, Verkäufe) | Verkäufe   |
| ---------------------------- | ---------------------------------------------------------------------- | ---------- |
| Australien (ARIA)            | Gold                                                                   | 35.000     |
| Brasilien (PMB)              | Platin                                                                 | 60.000     |
| Vereinigte Staaten (RIAA)    | Diamant                                                                | 10.000.000 |
| Vereinigtes Königreich (BPI) | Platin                                                                 | 600.000    |
| Insgesamt                    | 1× Gold · 2× Platin · 1× Diamant ·                                     | 10.695.000 |

Hauptartikel: Lil Wayne/Auszeichnungen für Musikverkäufe